# سارا آيرتس
سارا آيرتس هي منافسة ألعاب القوى بلجيكية، ولدت في 25 يناير 1984 في تورنهاوت في بلجيكا.

## وصلات خارجية
- سارا آيرتس على موقع الاتحاد الدولي لألعاب القوى (الإنجليزية)
- سارا آيرتس على موقع الدوري الماسي (الإنجليزية)
- سارا آيرتس على موقع IBSF (الإنجليزية)
- سارا آيرتس على موقع اللجنة الأولمبية الدولية (الإنجليزية)
- سارا آيرتس على موقع أوليمبيديا (الإنجليزية)
- سارا آيرتس على موقع اللجنة الأولمبية البلجيكية (الهولندية)